# Opal

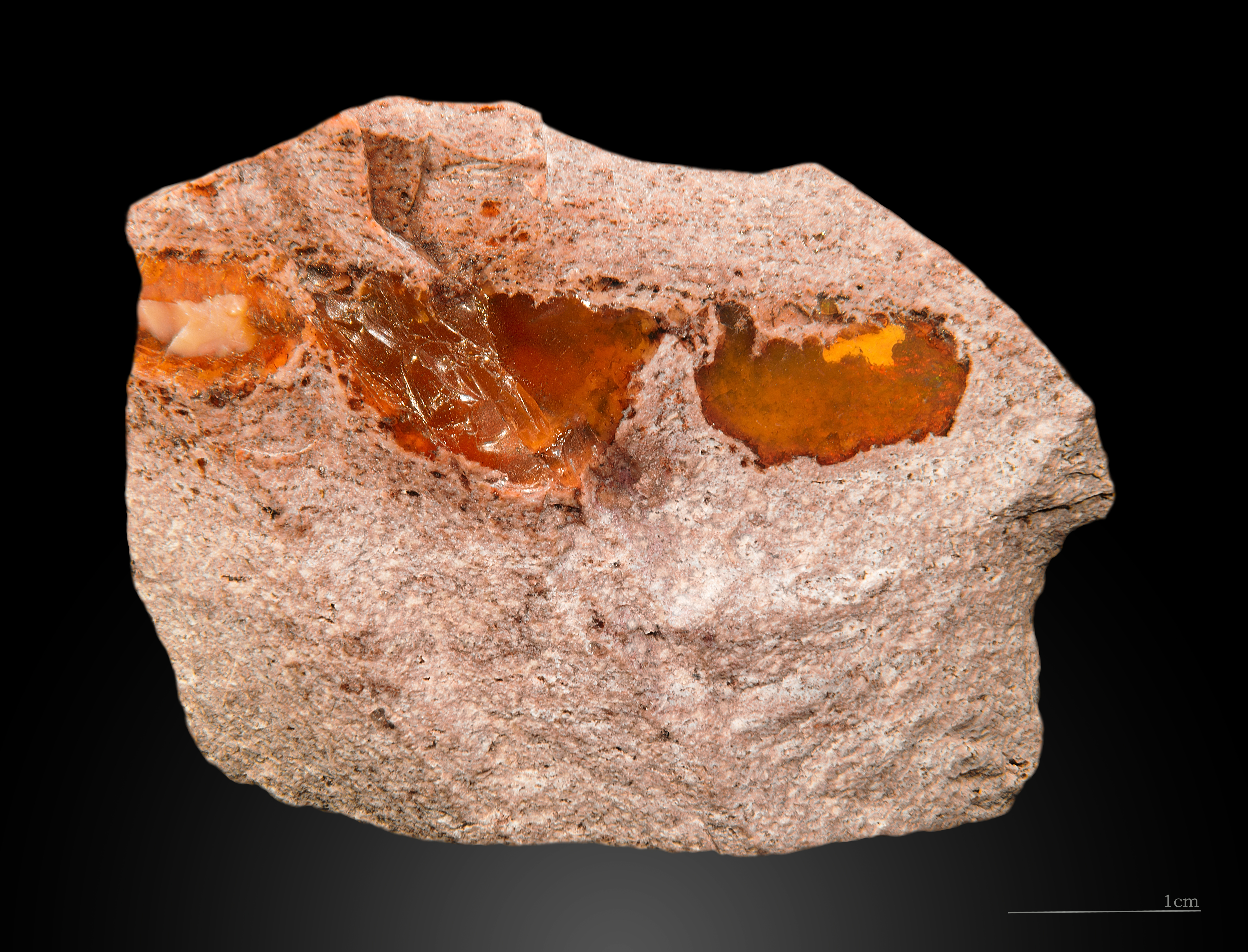
Opal de foc

Opalul (din latină opalus care provine probabil din sanscrită upalus = „piatră prețioasă”) este un mineral de excepție care se prezintă numai amorf, fiind un silicat hidratat cu formula chimică SiO2*nH2O.

## Date generale
Procentul de apă putând atinge 25 % ca și corp solid amorf, opalul se prezintă ca sticla neavând o structură cristalină. 
Mineralul se prezintă în natură frecvent ca umplutura unui filon, sau ca granule. Opalele sunt foarte rare de aceea nu se exploatează pe cale industrială. 
Opalul a fost găsit pe toate continentele dar 97 % din opale provin din Coober Pedy, sudul Australiei.
Culoarea mineralului este foarte variabilă, de la incolor la cenușiu, roșu, brun, galben, mai rar datorită unor impurități, portocaliu sau roșcat de cupru (numite „opale de foc”). 
Expresia de „opalescență” este un joc de culori fascinant, care se formează prin fenomenul de interferență a luminii cauzate de microcristalele mineralului, fenomen întâlnit la variantele de cuarț Cristobalit sau Tridymit ambele variante sunt un cuarț transformat la temperaturi ridicate de peste 1470 °C.
Varianta de „opal de lemn” se formează prin fenomenul de impregnare a lemnului cu silicați.
Hidrofanul sau „opalul de apă” prezintă un joc de culori a luminii asemănător apei.
În industria producătoare de bijuterii sunt frecvent utilizate triplete de opali, care constau din trei elemente: 
- o plăcuță de onix ca suport
- peste care opalul, care prezintă fenomenul opalescență
- un strat protector de cuarț, care împiedică deshidratarea opalului

Opalul în cultura romană era considerat „piatra iubirii” sau „piatra speranței”.
Mineralul este considerat talismanul hoților și spionilor.